# 楠木建
楠木 建（くすのき けん、1964年9月12日 - ）は日本の経営学者。専攻は競争戦略。一橋ビジネススクールPDS寄付講座・シグマクシス寄付講座特任教授。

## 経歴
東京都目黒区生まれ。南アフリカ共和国ヨハネスブルグで育つ。1987年一橋大学商学部卒業。1989年一橋大学大学院商学研究科修士課程修了。一橋大学商学部専任講師、同助教授、一橋大学イノベーション研究センター助教授、ボッコーニ大学ビジネススクール（ミラノ）客員教授、一橋大学大学院国際企業戦略研究科准教授、一橋ビジネススクール教授を経て、2023年より現職。企業が競争の中で持続的な競争優位を構築する論理について研究している。
経済産業省産業構造審議会委員、組織学会理事、日本取締役協会エマージングカンパニー委員会副委員長（現任）、全日本空輸株式会社経営諮問委員、ポーター賞運営委員（現任）、旭硝子株式会社経営諮問委員、みさき投資株式会社経営諮問委員（現任）、りそな銀行資産運用アドバイザリーコミッティ委員、スカイマーク株式会社取締役、株式会社NTTデータ　アドバイザリーボードメンバーなどを歴任。

## 人物
- 一橋大学での指導教官だった榊原清則や「ものづくり経営学」の藤本隆宏、研究室の同期の青島矢一らの影響で、初期の頃は技術開発や製品開発のマネジメントを研究していた。その後、専門分野を競争戦略に変えた。その理由について「向いていなかった。そもそも技術開発という観察対象がそれほど好きではなかった。自分のことなのに気づくのにずいぶん時間がかかった」と述べている[2]。一橋大学商学部の専任講師時代に最初に受け持った講座は「生産管理」だったが、タイトルを無視して戦略論を教えていた。[3]
- 『ストーリーとしての競争戦略：優れた戦略の条件』(2010)は本格的経営書として30万部を超えるロングセラーになった。実務家にも大きな影響を与え、例えばミクシィが2013年にリリースし世界一の売り上げを記録したスマートフォン向けのゲーム「モンスターストライク」の戦略は『ストーリーとしての競争戦略』に沿って構想・立案されている[4]。
- 株式会社ファーストリテイリングの経営人材育成に、同社のFRMIC (Fast Retailing Management and Innovation Center)の設立当初から関わっている。
- Henry Chesbroughとの共同研究をきっかけに、定量的データ分析から定性的な記述を通じた論理構築へとスタイルを変えた。これを本人は「定性復古の大号令」と言っている[5]。2010年ごろから学術雑誌論文ではなく本の出版を通じて研究を発信している。アカデミックなフォーマットに沿った研究ではないので、「『学問』というよりも『学芸』」「経営の当事者である実務家にとって有用な論理の提供を仕事の目的としている」と述べている[6]。
- "Dynamic Network and Bureaucracy: A Comparative Analysis of Japanese Basic Research Organizations"でMIT-Japan Science and Technology Conferenceの最優秀論文賞(1993)、『ストーリーとしての競争戦略：優れた戦略の条件』でビジネス書大賞（2011）を受賞。

- 書評を副業とし『日経ビジネス』『文藝春秋』『週刊文春』『週刊新潮』『週刊現代』『エコノミスト』『ダイヤモンド』『日本経済新聞』などに書評を寄稿している。書籍の解説も数多く書いている。「とくに知識欲が強いわけではない」とし、「僕が何よりも好きなのは『考える』という行為なのだ。何かを知りたくて本を読んでいるわけでは必ずしもない。読書が無類に好きなのも、それが考えるための日常的手段としてもっとも効率的で効果的だからだ。読めば考えることがある。それを文章にして人様に読んでもらう。書評書きは僕にとってこれ以上ないほど嬉しくありがたい仕事だ。書評の仕事はその基底で僕の本業と密接な関係にある。その本が経営や競争戦略と一見無関係なものであっても、『考える』という行為としては本業と共通している」と述べている[7]。
- 2019年9月から『楠木建の頭の中』という読者コミュニティを運営し、平日は毎日、読書感想やその時々に考えたことを発信している。
- 2023年、定年退官前の58歳で一橋ビジネススクール教授を辞職し、同ビジネススクールの寄付講座（競争戦略）を担当する特任教授に就任した。その理由として「僕は学部長や研究科長はもちろん、あらゆる経営上の役職に就きたくありません。（中略）そもそも僕はそういう経営とかリーダーの仕事をしたくないから、現在の仕事を選んでいるわけです。部下を引っ張っていくとか、組織をまとめるとか、人事をどうするとか、そういうことだけは勘弁してもらいたい」と述べている[8]。大学医学部での地位と権力を求めた権力闘争を描いく山崎豊子『白い巨塔』とは逆に、「いかに偉くならずヒラ教授のままでいることを追い求めた」の結果としての意思決定であるとし、この成り行きを本人は「黒い巨塔」と言っている[9]。
- もっとも尊敬する人物として高峰秀子の名を挙げ、「散々読んできた中で、自分にとっての「運命の一冊」は何か。もっとも影響を受けた本を一冊挙げろと言われたら、迷わず高峰秀子の『わたしの渡世日記』を選ぶ」「影響は思考と行動の基底に及んでいる。まさにディープインパクト。仕事と生活の準拠点。言葉の正確な意味での『師』である」と述べている[10]。

- 音楽をはじめとする「歌舞音曲」が好きで、自分の仕事についても「本はアルバム、論文はシングル、講義や講演はライブ、経営助言はジャムセッション」と、音楽のメタファーでとらえている。ビジネス書大賞の受賞インタビューで「『ストーリーとしての競争戦略』はイーグルスのコンセプトアルバム『ホテルカリフォルニア』をイメージして構成した。最初の章は全体のトーンを決める1曲目の”ホテル・カリフォルニア”、議論の中核となる部分（5章）はこのアルバムのなかでいちばん好きな”ニュー・キッド・イン・タウン”をイメージして書いた」と述べている[11]。
- 1989年からBluedogsというバンドで音楽活動をしている。現在も定期的に渋谷のライブハウス「Take Off 7」に出演している。ジャンルはクラシックロック。担当楽器はベース。
- アパルトヘイト安定期の南アフリカにて、いわゆる「名誉白人」の扱いで、サラリーマンの子弟ながら職能ごとのメイドがいるという裕福な家庭で育った。当時の交通環境から帰国はできず、日本の祖母との国際電話も高価であったため1年に5分だけであった。日本の活字が貴重な環境だったため、同じ本を何度も読み込み、飽きると勝手に続編を書いていた[12]。

## 主張
- 選択的夫婦別姓制度に賛成し、「別姓にしたい者はし、したくない者はしない、というこれほど社会的なコンセンサスを取りやすいこともないぐらいなのに、別姓というオプションを認めない人がいるのは理解できない」と述べている[13]。
- ブラック企業・ホワイト企業という区別を批判し「労働基準法などの法令違反、これは単純に「悪いこと」。議論の余地はない。是正しなければならないのは当たり前だ。ところが巷で「ブラック企業」と言うとき、だいたいは「仕事がきつい」とか「プレッシャーが大きい」という社員の認知を問題にしている。キツい仕事それ自体が「悪い」わけではない。プレッシャーが大きくかかる仕事を好きな人もいれば嫌いな人もいる」「好き嫌いは十人十色。会社にしても十社十色である。そこで「ブラック企業・ホワイト企業」に代えて、「ピンク企業・ブルー企業」という色分けを提唱したい。ピンク企業といってもDMMのことではない。ブルー企業といってもみずほ銀行のことではない。会社によってカラーが違うだけだということを言いたいのだ」と述べている[14]。
- 外国人労働者の日本への受け入れ政策について、「何らかの能力を持っていて、日本でバンバン活躍できる人が入ってくるのは大賛成」「その一方で、人手不足だからといって安価な労働力を移民で補充することには、はっきりと反対」である[15]。その理由として「企業経営に対する労働市場からの規律が緩み、日本の経営の質を劣化させる」ことを問題視し、「せっかくのこの人手不足を、安価な労働力の移民を受け入れることで解消してしまうと、どうなるか。もはや競争市場で成立しないようなダメな会社が、安価な外国人労働力を利用して、自分たちの経営のダメさ加減を相殺するという行動に出る。本来消えていくべき存在価値のない商売が残っていく。生産性を高めるための技術への投資や応用も進まない」と述べている[16]。
- 経営の優劣を示す最上の尺度は長期利益だとしている。「長期利益を稼いでいれば株価も上がり、結果として資本市場の評価もついてくる。もうかる商売があれば雇用を創れる。相対的に高い給料や労働条件で、労働市場での評価も上がる。真っ当な競争があれば、長期利益は顧客満足の最もシンプルかつ正直な物差しとなる。長期利益はすべてのステークホルダー（利害関係者）をつなぐ経営の王道だ」と述べている[17]。

## 著書・論文
著書
- 『楠木建の頭の中：戦略と経営についての論考』（2024、日本経済新聞出版）
- 『楠木建の頭の中　仕事と生活についての雑記』（2024、日本経済新聞出版）
- 『経営読書記録（表・裏）』（2023、日本経済新聞出版）
- 『絶対悲観主義』（2022、講談社＋α新書）
- 『この1冊、ここまで読むか！』（鹿島茂（編）、成毛真、出口治明、内田樹、磯田道史、高橋源一郎との共著）（2021、祥伝社）
- 『逆・タイムマシン経営論』（杉浦泰との共著）（2020、日経BP）
- 『「仕事ができる」とはどういうことか？』（山口周との共著）（2019、宝島社；2021、宝島新書）（韓国版が2020年にWoongjin Think Bigから出版）
- 『室内生活：スローで過剰な読書論』（2019、晶文社；2023、日経ビジネス人文庫）
- 『すべては「好き嫌い」から始まる：仕事を自由にする思考法』（2019、文藝春秋）
- 『「好き嫌い」と才能』（2016、東洋経済新報社）
- 『好きなようにしてください：たった一つの「仕事」の原則』（2016、ダイヤモンド社）（韓国版が2020年にMIRAE JIHYANGから出版）
- 『「好き嫌い」と経営』（2014、東洋経済新報社）（台湾・香港・澳門版がChina Productivity Centerから2015年に出版）
- 『戦略読書日記』（2013、プレジデント社；2019、ちくま文庫）
- 『経営センスの論理』（2013、新潮新書）
- 『ストーリーとしての競争戦略：優れた戦略の条件』（2010、東洋経済新報社）（韓国版が2012にJaeum&Moeum Publishingから、中国版が2012にChina CITIC Pressから、台湾・香港・澳門版が2013にChina Productivity Centerからそれぞれ出版）
- Dynamics of Knowledge, Corporate Systems and Innovation (co-eds. with H. Itami, T. Numagami, and A. Takeishi) (2010、Springer)

主要論文
- “Redefining Innovation as System Re-definition.” (with Yaichi Aoshima) in Hiroyuki Itami, Ken Kusunoki, Tsuyoshi Numagami, and Akira Takeishi (eds.) Dynamics of Knowledge, Corporate Systems and Innovation. Springer, 2010.
- “Category Innovation.” (with Satoshi Akutsu) in Hiroyuki Itami, Ken Kusunoki, Tsuyoshi Numagami, and Akira Takeishi (eds.) Dynamics of Knowledge, Corporate Systems and Innovation. Springer, 2010.
- “Invisible Dimensions of Differentiation: Japanese Electronics Companies.” in Hirotaka Takeuchi and Tsutomu Shibata (eds.) Japan Moving toward a More Advanced Knowledge Economy(Vol. 2). World Bank Institute, 2006.
- “Invisible Dimensions of Innovation: Strategy for De-commoditization in the Japanese Electronics Industry.” in Cornelius Herstatt et al (eds.) Management of Technology and Innovation in Japan. Springer, 2006.
- “Value Differentiation: Organizing Know-What for Product Concept Innovation.” in Hirotaka Takeuchi and Ikujiro Nonaka (eds.) Hitotsubashi on Knowledge Management. Wiley, 2004.
- “Synthesizing Modular and Integral Knowledge.” in Hirotaka Takeuchi and Ikujiro Nonaka (eds.) Hitotsubashi on Knowledge Management. Wiley, 2004.
- "The Modularity Trap: Innovation, Technology Phase-Shifts, and Resulting Limits of Virtual Organizations." (with H. Chesbrough) Managing Industrial Knowledge (edited by I. Nonaka and D. Teece) Sage, 2001.
- “The Phase Variety of Product System and System-Based Differentiation: An Alternative View on Organizational Capabilities of the Japanese Firm for Product Innovation” in Daniel Dirks at al (eds.) Japanese management in the Low Growth Era: Between External Shocks and Internal Evolution. Spinger International, 1998.
- “Organizational Innovation in the Japanese Basic Research.” In Martin Hemmert and Christian Oberlander (eds.) Technology and Innovation in Japan: Policy and management for the Twenty-first Century. Routledge, 1998.
- "Intra-firm Transfers of Engineers in Japan." (with T. Numagami) in A. Goto (ed.) Innovation in Japan: Empirical Studies on the National and Corporate Activities. Oxford University Press, 1997.
- 「イノベーションとマーケティング：価値次元の可視性と価値創造の論理」『マーケティングジャーナル』30（3）、2011。
- 「イノベーションの「見え過ぎ化」：可視性の罠とその克服」『一橋ビジネスレビュー』57 （4）、2010。
- 「短い話を長くする：ストーリーの戦略論」『組織科学』42 (3)、2009。
- 「システム再定義としてのイノベーション」（青島矢一との共著）『一橋ビジネスレビュー』55 （4）、2008。
- 「カテゴリー・イノベーション：脱コモディティ化の論理」（阿久津聡との共著）『組織科学』39 （3）、2006。
- 「次元の見えない差別化：脱コモディティ化の戦略を考える」『一橋ビジネスレビュー』53 （4）、2006。
- 「価値分化：製品コンセプトのイノベーションを組織化する」『組織科学』35 （2）、2001。
- "Organizational Capabilities in Product Development of Japanese Firms: A Conceptual Framework and Empirical Analyses." (with I. Nonaka and A. Nagata) Organization Science. Vol. 9 (6), pp. 699-718, 1998.
- "Interfunctional Transfers of Engineers in Japan: Empirical Findings and Implications on Cross-Functional Integration." (with T. Numagami) IEEE Transactions on Engineering Management. Vol. 45 (3), pp. 250-262, 1998.
- 「イノベーションを支える人々：日本企業における技術開発リーダーのキャリアと組織的相互作用の分析」『日本労働研究雑誌』Vol. 458, pp.12-24、1998。
- 「システム分化の組織論：イノベーションの組織論のイノベーションに向かって」『ビジネス・レビュー』Vol. 45, No. 1, 1997。
- "Incapability of Technological Capability: A Case Study on Product Innovation in the Japanese Facsimile Machine Industry." Journal of Product Innovation Management. Vol. 14, No. 5, 1997.
- 「日本企業の組織能力と製品開発パフォーマンス：産業タイプによる比較分析」『ビジネス・レビュー』Vol. 43, No. 4, pp. 23-46, 1996。
- 「日本企業の製品開発における組織能力」（野中郁次郎・永田晃也との共著）『組織科学』Vol. 29, No. 1, pp. 92-108, 1995。
- "Effects of Diversification of Career Orientations on Management Systems in Japan." (with K.Sakakibara, et al.) Human Resource Management. Vol. 32, No. 4, pp. 525-544, 1993.
- 「製品トラジェクトリーの連続性：製品イノベーション戦略の新しい分析枠組み」『ビジネス・レビュー』Vol. 39, No. 2, pp. 63-81, 1992。

書籍翻訳
- ニコラス・ヤンニ『最強のリーダーは人を癒すヒーラーである』（監訳）かんき出版、2024。
- アダム・グラント『THINK AGAIN：発想を変える、思い込みを手放す』（監訳）三笠書房、2022。
- ドン・ビン『ファーウェイ 強さの秘密』（監修）日本実業出版社、2021。
- モートン・ハンセン『GREAT @ WORK 効率を超える力』（監訳）三笠書房、2018。
- ダニエル・コイル『THE CULTURE CODE 最強チームをつくる方法』（監訳）かんき出版、2018。
- アダム・グラント『ORIGINALS：誰もが「人と違うこと」ができる時代』（監訳）三笠書房、2016。
- マイケル・マッツェオ、ポール・オイヤー、スコット・シェーファー『道端の経営学』（監訳）ヴィレッジブックス、2015。
- アダム・グラント『GIVE＆TAKE：「与える人」こそ成功する時代』（監訳）三笠書房、2014。
- カーティス・R・カールソン＆ウィリアム・W・ウィルモット『イノベーション 5つの原則』（監訳）ダイヤモンド社、2012。